# Dasypeltis scabra
Dasypeltis scabra är en orm i familjen snokar som förekommer i Afrika och på Arabiska halvön.
Arten når en längd av 60 till 110 cm.
Utbredningsområdet ligger i östra och södra Afrika från Sudan söderut över bland annat Kenya och östra Kongo-Kinshasa till Sydafrika. I södra Angola, Namibia och Sydafrika når Dasypeltis scabra Atlantens kust. Dessutom förekommer avskilda populationer på sydvästra Arabiska halvön och i nordöstra Egypten. Habitatet utgörs främst av savanner. Dessutom besöks halvöknar och skogsgläntor.
Dasypeltis scabra livnär sig av fågelägg och den kan svälta under månader som inte ingår i fåglarnas fortplantningstid. Arten har förmåga att svälja ägg som är tre gånger större än ormens huvud. De små tänderna används bara för att hålla fast ägget. Ägget öppnas istället med hjälp av utskott från halskotorna i strupen. Äggskalet spottas sedan ut. Fullt utvecklade exemplar kan äta ägg av hönsäggs storlek.
Honan lägger själv 6 till 25 ägg per tillfälle. Som skydd mot fiender kan arten rassla med fjällen liksom den giftiga sandrasselhuggormen (Echis carinatus). Även i utseende liknar arterna varandra.
Regionalt kan beståndet hotas när individer fångas för terrariedjurmarknaden. Allmänt är Dasypeltis scabra vanligt förekommande. IUCN listar arten som livskraftig (LC).